# Adelard Archambault
Adelard Archambault (* 24. April 1860 in Saint-Paul, Lanaudière, Quebec, Kanada; † 19. Februar 1923 in Woonsocket, Providence County, Rhode Island, USA) war ein US-amerikanischer Politiker. In den Jahren 1903 und 1904 war er Vizegouverneur des Bundesstaates Rhode Island.
Die Quellenlage über Adelard Archambault ist extrem schlecht. Sicher ist, dass er zumindest zeitweise in Woonsocket in Rhode Island lebte. Er war Mitglied der Demokratischen Partei und zeitweise Bürgermeister von Woonsocket. Zwischen 1903 und 1904 war er an der Seite von Lucius F. C. Garvin Vizegouverneur von Rhode Island. Somit war er Stellvertreter des Gouverneurs und Vorsitzender des Staatssenats. Nach dem Ende seiner Zeit als Vizegouverneur verliert sich seine Spur wieder.